# Medyczna Szkoła Policealna w Rzeszowie
Medyczno-Społeczne Centrum Kształcenia Zawodowego i Ustawicznego, w którego skład wchodzą Medyczna Szkoła Policealna oraz Podkarpackie Centrum Kształcenia Ustawicznego w Rzeszowie, kształcące w formach pozaszkolnych uczestników kursów.
Słuchacze Szkoły mogą korzystać z odpowiednio wyposażonych pracowni kierunkowych, z Pracowni Multimedialnej a także z bogatych zbiorów Biblioteki i Czytelni oraz nieodpłatnie z profesjonalnie wyposażonej siłowni.
Wiedzę zawodową mogą pogłębiać poprzez udział w corocznie organizowanych kursach, dających możliwość uzyskania dodatkowych uprawnień i certyfikatów.
Przy Szkole funkcjonuje Dom Słuchacza oraz stołówka.

## Historia
- 1951 rok – powstanie Państwowej Szkoły Felczerskiej
- 1954 rok – powstanie Szkoły Pielęgniarstwa

koniec lat 50. – powstanie Państwowej Szkoły Dyplomowanych Higienistek Szkolnych
- 1958 rok – powstanie Państwowej Szkoły Laborantów Medycznych (1964 r. zmiana nazwy na: Państwowa Szkoła Medyczna Techników Elektroradiologii)
- 1960 rok – powstanie Państwowej Szkoły Opiekunek Dziecięcych
- 1971 rok – powstaje Medyczne Studium Zawodowe w Rzeszowie (przejmuje istniejące w mieście szkoły medyczne i otrzymuje uprawnienia do tworzenia nowych kierunków)
- 2005 rok – zmiana nazwy na Medyczną Szkołę Policealną w Rzeszowie
- 2014 rok – zmiana nazwy na Medyczno-Społeczne Centrum Kształcenia Zawodowego i Ustawicznego, w skład którego wchodzą: Medyczna Szkoła Policealna, Policealna Szkoła Medyczno-Społeczna dla Dorosłych oraz Podkarpackie Centrum Kształcenia Ustawicznego w Rzeszowie
- 2019 rok – likwidacja Policealnej Szkoły Medyczno-Społecznej dla Dorosłych